# Dryadula phaetusa
Dryadula phaetusa là một loài bướm ngày thuộc Họ Bướm giáp. Đây là đại diện duy nhất của chi. Loài này bản địa từ Brasil đến trung México, và trong mùa hè, nó có thể được tìm thấy hiếm khi xa về phía bắc trung Kansas. Sải cánh của nó dài khoảng từ 86 đến 89 mm, và nó có màu cam tươi sáng với các sọc đen dày ở con đực, và một màu da cam đục hơn với sọc đen ở con cái.

Dryadula phaetusa

Chúng ăn chủ yếu là mật hoa của hoa và phân chim, sâu bướm ăn Passiflora tetrastylis. Nó thường được tìm thấy ở các thung lũng và cánh đồng nhiệt đới đất thấp. Loài này không phải là mồi ngon của các loài chim .
Trước khi mùa giao phối, con đực của loài này tụ thành đàn hàng trăm con trên đất ẩm có chứa muối khoáng. Khi chúng không thể tìm thấy đất như thế, chúng sẽ tìm đến các động vật khác nhau để uống dịch mặn từ da và lỗ mũi của chúng.

## Tham khảo

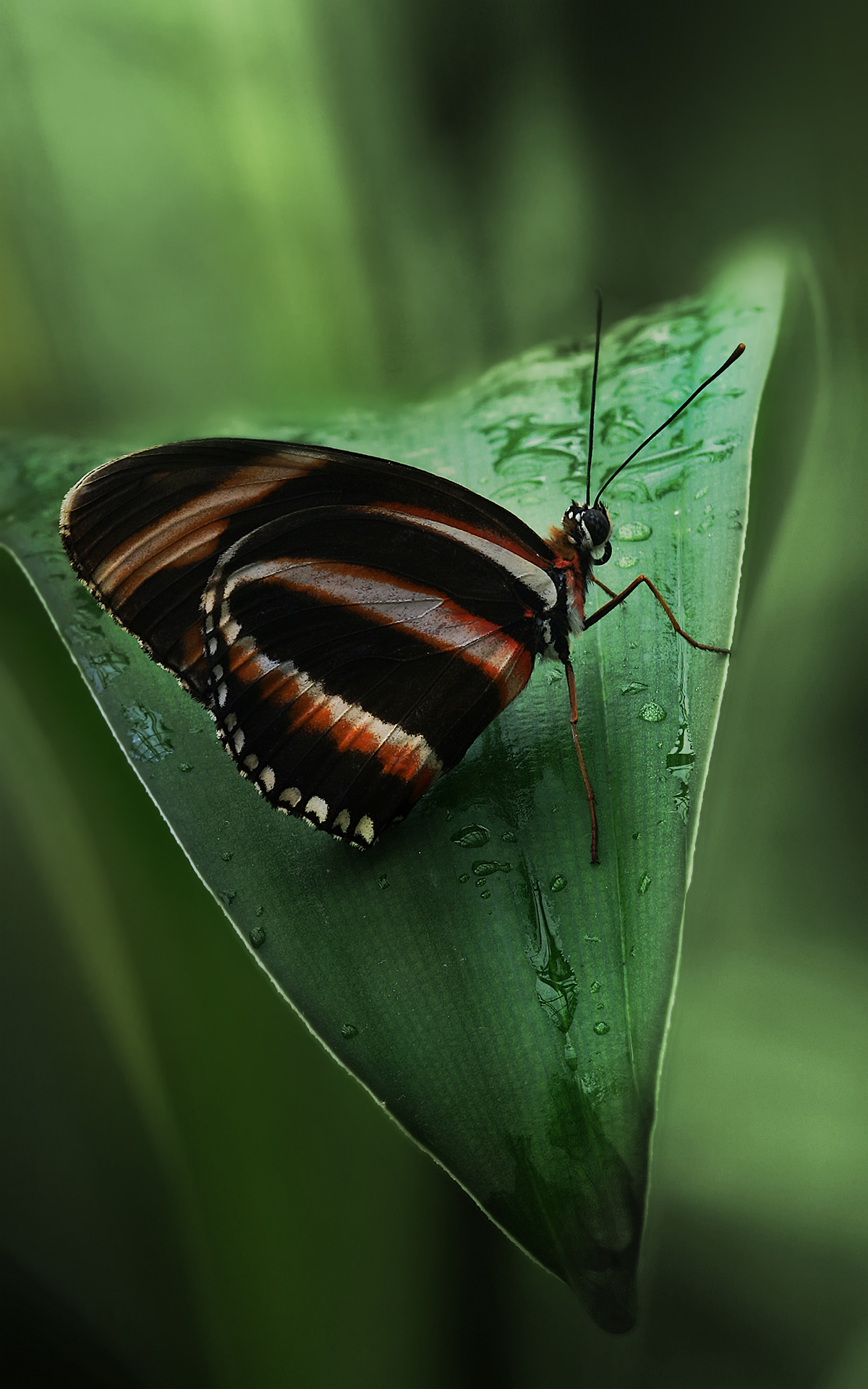
Dryadula phaetusa